# 川俣警察署
川俣警察署（かわまたけいさつしょ）は、かつて存在した福島県警察の警察署。2010年4月1日より組織変更にともない、福島警察署川俣分庁舎（ふくしまけいさつしょかわまたぶんちょうしゃ）となった。

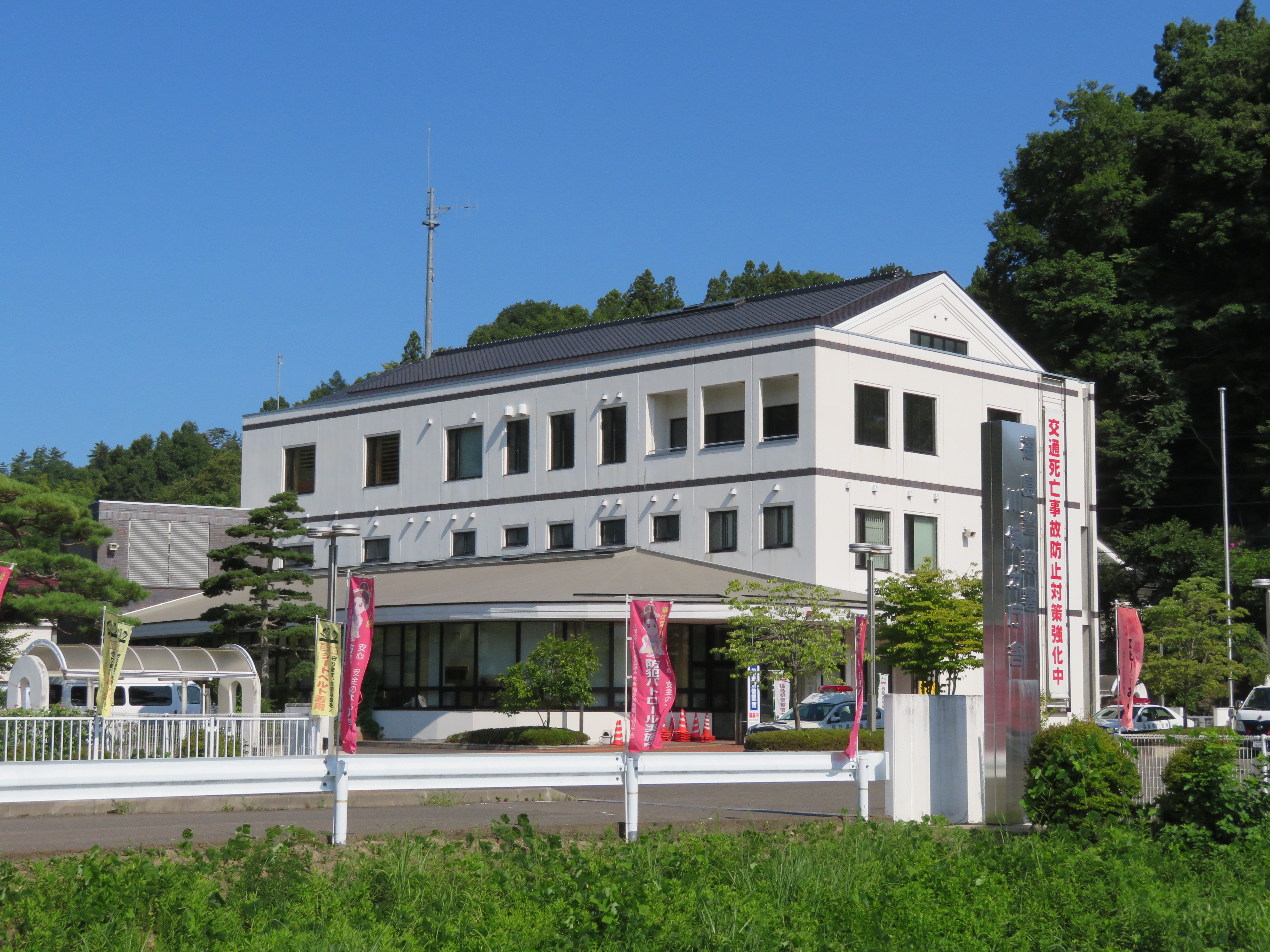
川俣分庁舎

## 所在地
福島県伊達郡川俣町大字鶴沢字下中島20-2

## 管轄
伊達郡川俣町

## 沿革
- 1877年（明治10年） - 保原警察署川俣分署を開設
- 1884年（明治17年）- 伊達警察署川俣分署に改称
- 1902年（明治35年） - 桑折警察署川俣分署に改称
- 1922年（大正11年） - 川俣警察署に独立昇格
- 1948年（昭和23年） - 新警察法の施行により自治体警察が発足、福島警察署川俣警部派出所に改称
- 1951年（昭和26年） - 警察法改正に伴い自治体警察が廃止、国家地方警察川俣地区警察署となる
- 1954年（昭和29年） - 警察法改正により福島県警察が発足し、福島県川俣警察署となる
- 1997年（平成9年） - 現在地に移転新築
- 2010年（平成22年）4月1日 - 福島警察署に統合。川俣分庁舎に組織変更[1]

## 組織
- 所長（福島署副署長・警視）
  -     - 総務係

  - 刑事・生活安全課
    - 捜査係
    - 生活安全・少年係

  - 地域・交通課
    - 地域係
    - 交通係

## 交番
なし

## 駐在所
（）の中は所在地
- 山木屋駐在所（川俣町山木屋）

## アクセス
- 国道114号沿い、JRバス東北「川俣警察署」下車